# الكتيبة الثانية، الفرقة البحرية الأولى
الكتيبة الثانية، الفرقة البحرية الأولى (2/1) هي كتيبة مشاة تابعة لسلاح مشاة البحرية الأمريكية يقع مقرها خارج معسكر هورنو في قاعدة مشاة البحرية بمعسكر بندلتون، كاليفورنيا. تُلقّب باسم «المحترفين» ومؤلفة من حوالي 1.200 عنصر من مشاة البحرية والبحارة. وعادة ما تؤول قيادتها إلى الفوج البحري الأول والفرقة البحرية الأولى.

## وصلات خارجية
- 2/1's official website